# Middle Village-Metropolitan Avenue
Middle Village-Metropolitan Avenue is een station van de metro van New York aan de Myrtle Avenue Line in het stadsdeel Queens. Lijn  maakt gebruik van dit station.
 ·  ·  ·  ·  ·  ·  ·  ·  · 